# Adolf Sigismund von Götzen
Adolf Sigismund von Götzen (* 29. Juli 1769 in Potsdam; † 29. November 1847 in Scharfeneck, Landkreis Glatz) war ein preußischer Offizier, Großgrundbesitzer und Landschaftsdirektor.

## Leben
Adolf Sigismund Graf von Götzen gehörte dem protestantischen schlesischen Zweig derer von Götzen an. Seine Eltern waren der preußische Generalleutnant Friedrich Wilhelm von Götzen, Generaladjutant Friedrichs des Großen und Gouverneur der Grafschaft Glatz, sowie dessen Ehefrau Luise, geb. von Holwede, verw. von Mellin. Sein Bruder war der General Friedrich Wilhelm von Götzen der Jüngere, Verteidiger der Festung Glatz.
Adolf Sigismund schlug wie sein Vater und sein Bruder die militärische Laufbahn ein. Am 8. April 1787 als Fähnrich in das Dragonerregiment Nr. 4 eingetreten (Regimentschef war damals sein Onkel Karl Ludwig von Goetzen), wurde er am 2. Dezember 1789 Sekondelieutenant und mit Kabinettsordre vom 3. Mai 1794, kurz nach dem Tod des Vaters, mit seinem Bruder Friedrich Wilhelm und seinem Halbbruder Curt von König Friedrich Wilhelm II. in den erblichen preußischen Grafenstand erhoben. In der Schlacht bei Kaiserslautern am 23. Mai 1794 wurde er verwundet (kontusioniert) und am 3. Dezember 1795 aus dem Militärdienst entlassen.
Graf Götzen widmete sich dann der Verwaltung und dem Ausbau der mit seinem Bruder ererbten väterlichen Lehnsgüter Obersteine, Scharfeneck und Tuntschendorf in der Grafschaft Glatz. 1818 erwarb er zusammen mit seinem Bruder Friedrich Wilhelm die Herrschaft Tscherbeney. 1798 wurde er zum Landschaftsdirektor (Landesältester) des Fürstentums Münsterberg und der Grafschaft Glatz gewählt (Münsterberg-Glatzer Fürstentums-Landschaft). Er war Inhaber des Roten Adlerordens II. Klasse und Rechtsritter des Johanniterordens (Aufschwörung am 13. Februar 1783).
Er starb am 29. November 1847 auf Schloss Scharfeneck und wurde, wie auch sein vorverstorbener Bruder Friedrich Wilhelm, auf dem Friedhof der evangelischen Kapelle auf dem Kudowaer Schlossberg bestattet. Da er, wie auch sein Bruder Friedrich Wilhelm, unverheiratet und kinderlos gestorben war, fiel Scharfeneck an seinen Neffen Adolf Graf von Götzen, Vater des gleichnamigen Afrikaforschers Adolf von Götzen. Tscherbeney erbte sein Neffe Anton Graf von Magnis (1786–1861) auf Eckersdorf, Major der Armee und Landesältester.
Der Friedhof auf dem Schlossberg in Bad Kudowa wurde nach dem Übergang an Polen infolge des Zweiten Weltkriegs nach 1945 zerstört und Anfang der 1970er Jahre eingeebnet. Teile der Götzen-Grabmale, die als verschollen galten, wurden vor einigen Jahren auf dem Grundstück des Pfarrhofes in Czermna (Tscherbeney) wieder aufgefunden.